# Bobby Clark (futebolista)
Bobby Clark (26 de setembro de 1945) é um ex-futebolista escocês.

## Carreira
Bobby Clark competiu na Copa do Mundo FIFA de 1978, sediada na Argentina, na qual a seleção de seu país terminou na 11º colocação dentre os 16 participantes.